# Mucoa duckei
Mucoa duckei är en oleanderväxtart som först beskrevs av Markgr., och fick sitt nu gällande namn av James Lee Zarucchi. Mucoa duckei ingår i släktet Mucoa och familjen oleanderväxter. Inga underarter finns listade i Catalogue of Life.